# 死刑

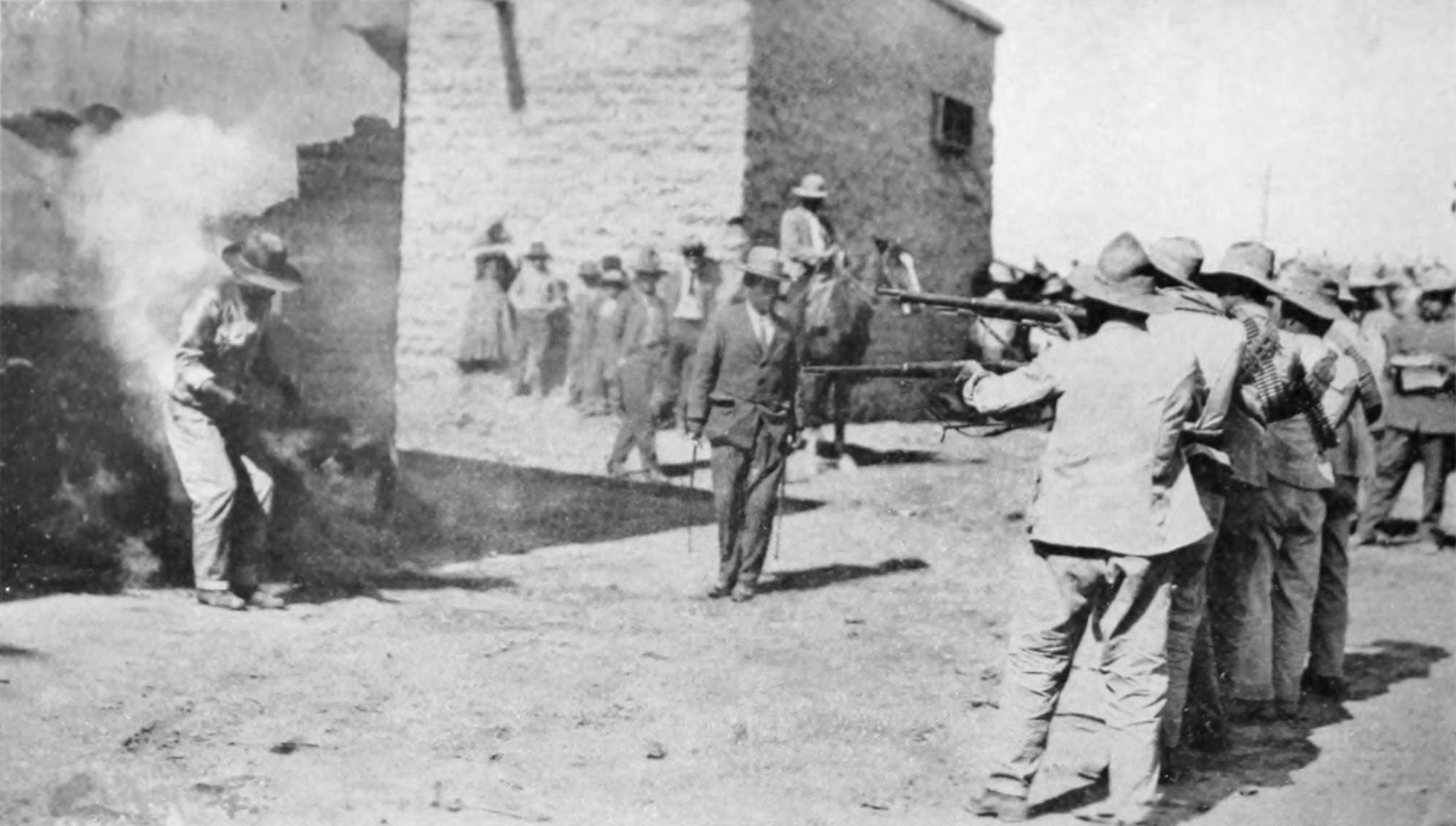
1914年，一处正执行枪决的墨西哥刑场

死刑，是世界歷史上最古老的刑罰之一，指國家機關或政治團體或組織，基於法律所賦予的權力，以結束犯人的生命，剝奪生命權作為刑罰的處罰方式。执行死刑可称作處決、正法，被执行死刑称作伏誅、伏法。會判死刑的罪名称死罪，死刑通常的適用範圍包括謀殺、屠殺、反人类罪、種族滅絕、恐怖活动、武裝暴動、海盜、販毒、叛国等；而執行死刑也有多種方式，不同國家、不同時代甚至不同的罪名，可能會有不同的處決方法。
由於當代對人權理念和實效的重視，剝奪生命權的合理性受部分人士批評，即使在民意有強烈共識支持死刑的狀況下也是如此，因此死刑存廢成為有爭議的公共政策。研究顯示死刑確實有助慰藉相當一部分的謀殺受害者家屬、使之感覺正義得到伸張，推動廢除死刑確實讓一些謀殺受害者感到很受傷；另一方面，就死刑對謀殺的嚇阻效果而言，儘管犯罪學者的共識是死刑無助治安，但支持和反對死刑有更強嚇阻效果的研究皆存在，而且一直都有相當數量基於犯罪統計數據的量化研究，包括出於主張廢除死刑的人的研究，支持死刑對殺人有更強嚇阻效果的看法，因此就目前的研究來看，死刑嚇阻效果不明確，死刑可能有更強的嚇阻效果，也可能沒有；而在死刑具有更強嚇阻效果的狀況下，廢除死刑會導致更多殺人案；也不能認為所有支持死刑有更強嚇阻效果的研究，都因為方法學或其他方面的問題而是無效的。
在2017年，全球有140國廢除死刑或長期不使用死刑，有56國維持死刑，歐洲、美洲和大洋洲（包括澳大利亞和紐西蘭）多數國家廢除死刑，亞洲許多國家則維持執行死刑，在非洲，許多國家維持死刑，但長期不執行死刑；聯合國大會則多次通過無約束力決議，呼籲各國停止並最終廢除死刑；另外「兩公約」的內容雖然強烈建議廢除死刑，但「兩公約」本身在實質上並未要求必須廢除死刑。

## 历史

### 早期产生

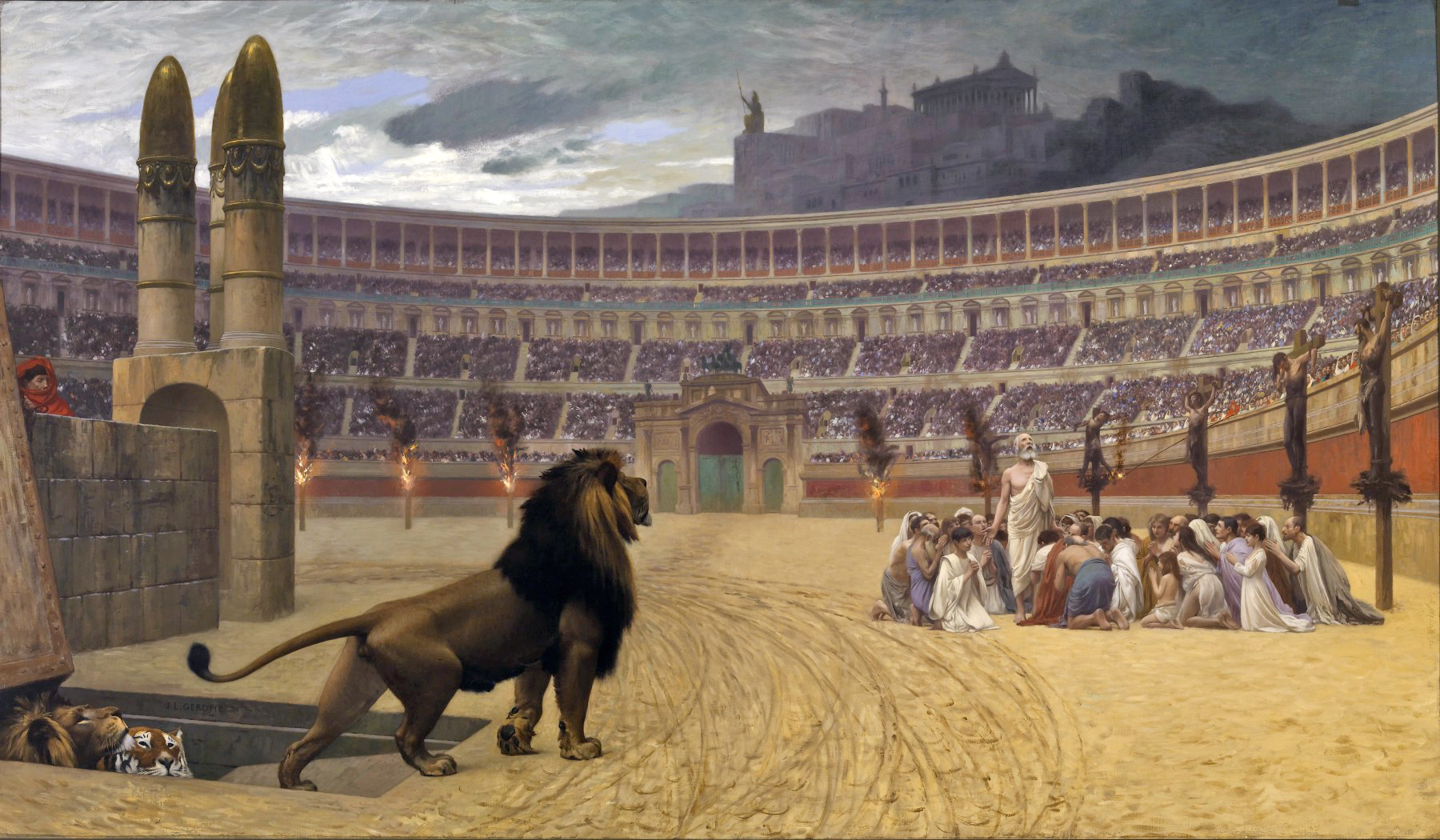
法国画家讓-里奧·傑洛姆的《基督徒马太斯的最后祷告》（1883）

几乎所有社会都有对罪犯執行死刑及其反对聲音。在大多数情况中，死刑是用于惩罚犯涉及谋杀、谍报活动、叛国及部分军事审判原因的罪行。在一些国家中，诸如强奸、通奸、乱伦等性犯罪，或宗教犯罪例如伊斯兰社会中的叛教也会被诉诸死刑。在一些死刑合法的国家中，贩毒也是死刑的主要对象之一。比如在中华人民共和国，触犯毒品相关法律（第六章第七节 （页面存档备份，存于））会被判死刑。在军事上，世界许多国家的军事法庭也会对一些怯战、逃逸、反抗及叛乱人员判处死刑。
死刑的正式使用可以追溯到有文字记载的人类历史初期。许多历史记录和大量部落记录可以看出死刑為他们司法系统的一部分。对不正行为的惩罚通常包括了罚金、体罚、回避、流放和死刑。通常，罚金和回避是足以成为一种司法形式。家族部落的世仇等原因，也会导致对一些赔礼道歉可以作为刑罚方式。但由于家族矛盾或调解机制可能会在家族世仇或仇杀中失效，可能性的犯罪会导致同态复仇（即以命偿命）的事情发生。
各种严重的肉体惩罚也相继而生，其中包含斬首、車裂、凌遲、幽闭、剥皮、烹殺、老虎凳等。

### 发展

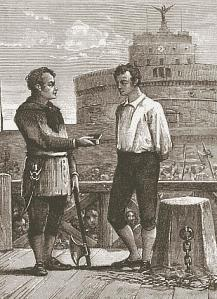
乔瓦尼·巴蒂斯塔·布加迪，1796年至1865年教宗国的刽子手。他执行了516个罪犯的死刑，图为其给一名已被定罪的罪犯鼻烟。梵蒂冈城于1969年废除死刑

在世界某些地区，早期的共和制、封建制和部落式寡头政府产生了。这些国家通常有统一的语言、宗教和家庭关系。更重要的，这些国家的扩张通常是发生于在对抗相邻国家及关系的基础上。因此，各类型的皇室、贵族、平民和奴隶也随之产生。因此，这些部落制仲裁系统渐渐渗透成一种更具凝聚力的司法系统，其基于不同的阶层（而非部落）去塑造人际关系。这一最早的著名例子是汉谟拉比法典，其根据被害人及罪犯所述的不同阶层和团体而规定不同类型的惩罚和补偿方式。犹太法《摩西五经》（Pentateuch，舊約聖經最初的五部經典），规定了对于谋杀、绑架、巫术、不守安息日、亵渎，以及一系列性犯罪的死刑惩罚范围，尽管证据证明其实际执行甚少。一个更远的例子是在古希腊中，雅典法律体系首次由德拉古引入：死刑被非常广泛地运用在各类犯罪中，尽管他的继承人梭伦将他的法典废除并创立新法，但仍保留了有关谋杀的部分。古罗马时期，死刑也被广泛使用。
阿巴斯王朝的巴格达哈里发，比如穆塔迪德（المعتضد بالله）曾经常使用酷刑。因为依据《古兰经》，伊斯兰教完全支持死刑，雖然实际上更提倡饶恕。在《一千零一夜》，主人公故事讲述者舍赫拉查德（شهرزاد）被描述为“明智和宽恕的声音”，他的哲学观点即是反对死刑，其理念通过《渔夫与魔鬼的故事》等故事进行讲述。

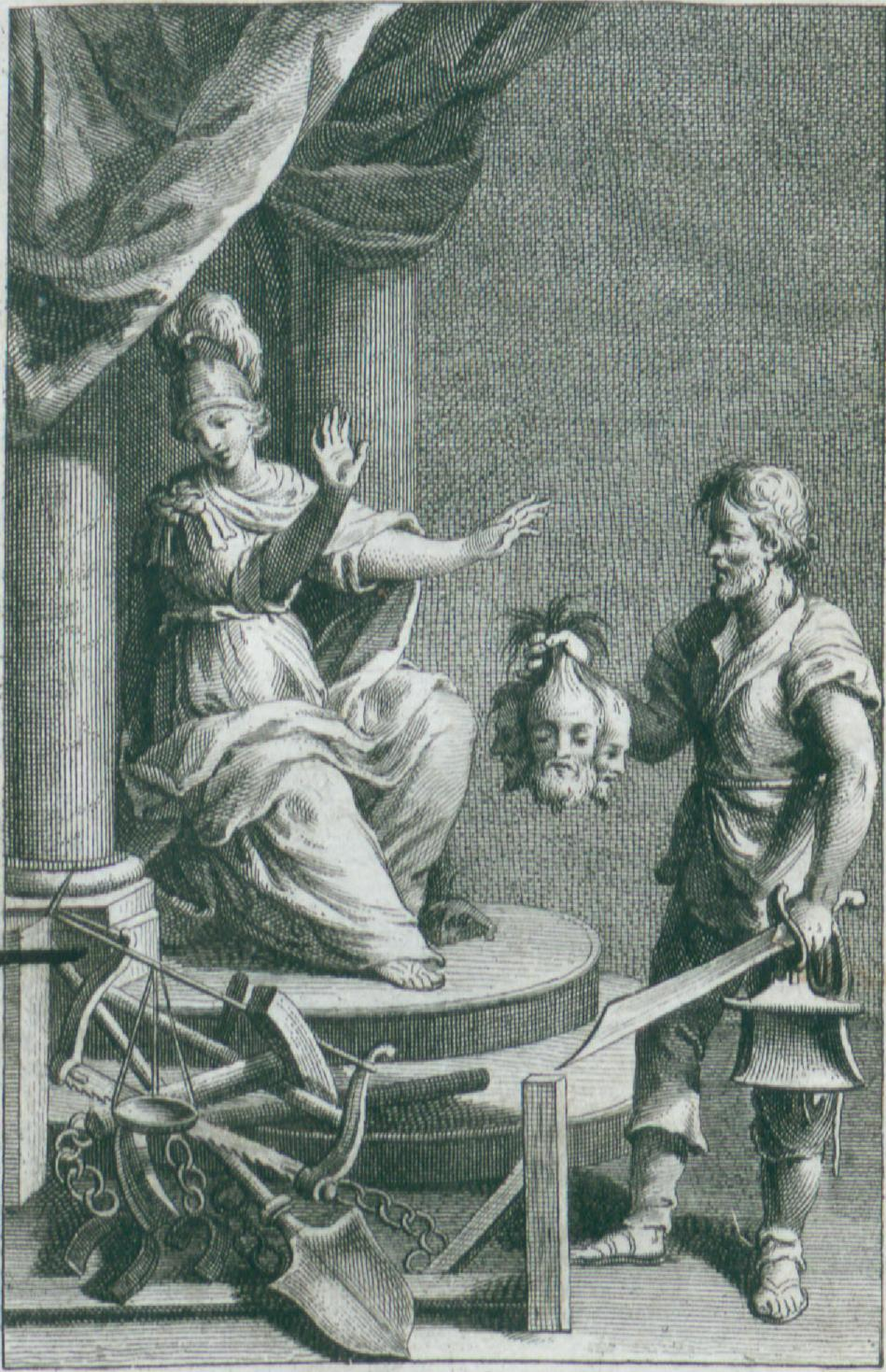
Cesare Beccaria, Dei delitti e delle pene

相似地，在歐洲中世紀和早期現代歐洲，在現代監獄系統創建以前，死刑是一種熱門的懲罰方式。18世紀的英國，有222種罪行可被判處死刑，包括盜伐樹木和偷竊等罪，全因《血腥法典》（Bloody Code）所賜，不少在現今不被視為嚴重的罪行在當時也可判處死刑。
中國的生殺大權過去最終都由集大權於一身的皇帝一人決定，死刑執行的數量也非常少（除了謀反罪）。630年，唐太宗只執行了29例死刑；730年，唐玄宗只執行了24例死刑；736年，則有58例。唐玄宗於747～759年則宣布廢除死刑。但是兩百多年後，一種極其殘忍的死刑執行手法——凌遲卻被創造，其通過上千次小刀割肉使罪犯苦受折磨致死。這種殘酷刑罰在之後的一千年內廣泛使用，直到1905年才被徹底廢除。
尽管死刑被广泛使用，所谓的改革也在进行中。12世纪，塞法迪犹太法学家迈蒙尼德写到：“放過一千個有罪的人，总比判处一个无辜的人死刑更好”。他声称處死一个被指控的罪犯若不基于绝对确定，会导致举证责任急剧下降，直到單憑法官就隨意定他人的罪。他的關注點是維持民眾对法律的尊重，他同时认為因幹出錯事而引起的失誤比起因遗漏而引起的失误更加可怕；類似地，古代中國的《尚書》也有「與其殺不辜，寧失不經」的說法，而一些解釋認為，這段話的意思是「寧可沒有處罰到真正的罪犯，也不能冤枉處死無辜的人」。
20世紀是人類歷史上最血腥的一個世紀。國家之間戰爭導致的大屠殺屢見不鮮，特別是任意殺害敵方戰鬥人員，但是軍隊對己方人員也往往動用死刑來維持軍紀。自從槍械被發明後，持槍的行刑隊常被用來執行死刑，此外一些威權國家會利用死刑作為消滅政治異議分子的手段。為了應對此種濫用死刑，公民組織逐漸開始呼籲尊重人權和廢除死刑。
幾乎所有的歐洲、中南美洲、太平洋國家及加拿大都完全廢除死刑；與之相對地巴西、美國的31個州、瓜地馬拉、加勒比海國家、亞洲、非洲則保留死刑。南非於1994年廢除死刑，但是其國家治安現狀依舊不佳，使其廢除死刑的政策頗受爭議。
。
截至2008年為止，有95国明确废除死刑，9国规定只在特殊环境下执行死刑（比如战争），有35国虽然规定死刑但近10年内并无死刑执行案例，剩下的58国仍然保留死刑。

### 行刑手段演變
在早期的美国新英格兰的州份，公開處刑是一个非常庄穆和悲伤的时刻，有时会有大量人群参加并一同聆听牧師講道，并由当地牧师或政治家做评论。1803年12月1日，《哈特福德新闻报》（The Hartford Courant）曾记录了一次行刑过程：“这一集会是在一种有序并庄穆的过程中进行……这种方式是如此得体并庄重，除了在新英格兰外，不可能出现在其他任何地方”。事实上，这种趋势已经在世界上大多数国家进行：更少的痛苦、更多的人性化的行刑方式。18世纪末期法国发展了断头台，19世纪初期英国废除了车裂。通过踢凳子而实施的绞刑（即慢绞杀，因为窒息而引起死亡），变成高空坠掉，导致脖子和脊髓的脱节。在美国，电椅和毒气室已经取代了绞刑，但是这些也被静脉注射所实际取代，不过有批评称其反而增加了痛苦。然而，一些国家仍然采用慢绞刑方法、斧头枭首，甚至石刑等方式（虽然后者已经极少采用）。

## 废除
在唐玄宗執政時期，曾在天寶六年（公元747年正月）間頒例廢除死刑，以重杖流放嶺南代替，《資治通鑑》记载：「（玄宗）慕好生之名，故令應絞、斬者皆重杖流嶺南」。12年後（公元760年）唐肅宗因安史之亂而恢復執行。
罗马共和国最后100年，法律上虽有死刑，但实际上并未执行；在1395年的英国，一个公共抗议陈述被罗拉德派的十二点结论（The Twelve Conclusions of the Lollards）所采纳。1516年出版的托马斯·莫尔《乌托邦》就曾争议死刑的益处，但尚无结论。1764年，意大利犯罪学家西萨尔·贝卡里亚的《犯罪与刑法》就针对非正义、社会政策、死刑及酷刑进行分析。受此书影响，神圣罗马帝国的利奥波德二世，就曾在托斯卡纳大公国废除死刑，此是近代历史上第一个永久废除死刑的地区。1786年11月30日，利奥波德二世公布刑法典修正案，其中明确废除死刑并命令捣毁其领域内的所有死刑刑具。2000年，意大利托斯卡纳区区政府规定每年的11月30日为该事件的纪念日，该日也被世界上300个城市以“世界城市废除死刑日”（Cities for Life Day）的名义纪念。
1849年，罗马共和国废除了死刑，其宪法也是世界上第一个明确规定废除死刑的宪法。隨後，委内瑞拉亦於1863年宣布废除死刑；1865年，圣马力诺废除死刑，该国最后一例死刑执行案例发生于1468年。在葡萄牙，根据其1852年、1863年的立法，死刑于1867年在该国告终。
二戰後，廢除死刑的國家增加。聯邦德國在二戰後不久就廢除了死刑，但刑法有關死刑部分則遲至1953年修為無期徒刑。有證據顯示，聯邦德國的廢死，最早來自右翼政黨的提案，原先目地並非是一般罪行的兇手，而是企圖阻礙盟軍對戰犯執行死刑；但實際上廢死並無影響戰犯的處決，也被認為無法對其法院有拘束力，所以相關處決則持續到1951年。詳情可見德國死刑制度一文。英国在1965年进行了一项五年实验，根據其1965年通過的法案，謀殺將不再被處以死刑。（叛国、暴力海盗行为、對皇家船塢縱火、以及战争时期的军事犯罪仍然有死刑之適用），本法案最後於1969年確定為永久法案。英國最后一次死刑执行是在1964年。1998年，英国宣布废除所有和平时期的死刑。
1976年，加拿大废除死刑；1981年，法国废除死刑；1985年，澳大利亚废除死刑。1977年，联合国大会通过一项正式决议，希望“全世界能逐步限制可能適用死刑的犯罪數量，并以逐步达到废除死刑為目標。”
1846年5月18日，美国密歇根州宣布废除死刑，為该国第一个废除死刑的州。1972年，美国最高法院在裁决弗曼诉佐治亚州（Furman v. Georgia）一案中認為大部分州有关死刑的法规違憲；然而，1976年，最高法院在审理格雷格诉佐治亚州（Gregg v. Georgia）一案时，又重新認為在某些情况下可以適用死刑。此后更多的限制随不同案件而增多：阿特金斯诉弗吉尼亚州（Atkins v. Virginia，對於智商低於70，亦即智能不足的人使用死刑是違憲的）和罗珀诉西蒙斯案（Roper v. Simmons）（對於犯罪時未滿18歲之被告課以死刑違憲）中。截至2009年3月18日，美国有15个州及华盛顿特区废除死刑。在那些没有废除死刑的州中，德克萨斯州为执行死刑最多的州（占了全美国死刑执行人数的三分之一）。
美国《国会山》2019年7月25日报道，美国司法部长巴尔（William Barr）当天宣布，联邦政府决定在近20年后恢复执行死刑。而根据美国司法部发布的声明，这一决定与“五名死囚有关”。
聯合國大會在2007年、2008年、2010年、2012年、2014年和2016年等多次大會上通過無約束力的決議，呼籲所有國家停止執行死刑，並希望各國最終廢除死刑。聯合國作為「兩公約」之一的《公民權利及政治權利國際公約》，其內容也強烈建議廢除死刑，唯《公民權利及政治權利國際公約》本身並未要求必須廢除死刑，僅其第二任則議定書有此種要求。

## 现状

截至2025年3月世界各国家及地区（司法管辖区）死刑的实施情况
图例
特定犯罪构成死刑，并且实行：53
特定犯罪构成死刑，十年内未实行；被归纳为法律层面上保留死刑，但事实上冻结死刑：23
刑法内犯罪均不构成死刑；存在特殊情况构成死刑（例如战争罪）： 9
所有犯罪均不构成死刑：110

自从第二次世界大战開始，就有部分國家開始廢除死刑，1977年有16个国家废除死刑，1980年代拉丁美洲民主运动使废除死刑国家的数量大幅提高。據大赦国际資料，截至2009年4月30日世界上超过67%的国家在法律上或事实上废除死刑，其中废止所有犯罪死刑的国家有92个，废止普通犯罪死刑的国家为10个，事实上废止死刑的国家为36个，也就是说在法律上或事实上废止死刑的国家有138个，而在法律上保留死刑的國家為105個，其中在实践中适用死刑的国家现在為59个。
現今所有歐盟的成員國依據歐洲聯盟基本權利憲章第2條，禁止使用死刑。东欧剧变后大量中欧和东欧国家为了进入欧盟而纷纷废除死刑，而這被認為是因為欧盟要求其成员国废除死刑所致。在这些国家中，对死刑的公共支持虽各有诉求，但逐渐减少，現時歐洲就只有白俄羅斯一國保留死刑，美洲和大洋洲多數國家也廢除死刑；而很多非洲國家則是保留死刑但長期不執行；另一方面许多亚洲国家的死刑，有强烈的社会及民众支持，死刑事务也很少引起政府和媒体的关注，甚至一些人認為，死刑是可以挽救執政滿意率的作法，特别是在一些非洲和中东国家，當地的较高暴力犯罪率與保守的社會使支持死刑的比例一直很高。
在羅馬尼亞，廢除死刑曾引發民眾抗議，在1990年1月7日羅馬尼亞前獨裁者齐奥塞斯库夫婦被處決后不久，救国阵线的领导人以法令废除了死刑，而這引發了一系列要求恢复死刑的抗议活動，這是因為一些罗马尼亚人认为这是前共产党人逃避惩罚的一种方式所致。
另外值得注意的是，一些国家在废除死刑问题上有反复期，譬如美国曾经在1967年废除死刑，但在槍枝氾濫的较高暴力犯罪率及民意支持下從1977年恢复。菲律宾在1987年废除死刑后，在较高暴力犯罪率下于1993年重新规定；2006年再次废除，于2017年、2020年曾又提出恢复死刑法案。因而未來廢死也不一定就完全廢止，也可能會恢復。
中華民國法務部于2018年8月31日執行死囚槍決。对此，歐盟對外事務部（英語：European External Action Service ，EEAS）隨即發出聲明表達因人道、人類尊嚴理由反對執行死刑，呼籲台灣停止執行死刑。
马来西亚在2018年经历改朝换代和马哈迪·莫哈末上任后，由首相署部长刘伟强開始推動全面廢除死刑，然而因民間組織的反對迫使原本預計于2019年4月提呈國會的廢除死刑法案挪后至10月提呈，同時也建議將原有的全面廢除死刑改為廢除强制死刑。

## 爭議
死刑的必要性一直都受到爭論。在現代，人權的概念被認為和公平正義息息相關，捍衛弱勢人權更被認為是公平正義的伸張；而現代社會注重量化數據和客觀事實的作法，也讓政府在制定、維持和廢止等時候，必須考慮政策的實際效果，因此死刑存廢成為爭議的焦點之一。雖然從定義上來看，死刑在法律中只有保留和廢除兩個選項，但因為死刑牽涉到的議題眾多，因此在存續和廢除的觀點底下，也各有大量不同的子意見，而保持、恢復死刑制度的檢討在各國也始終不斷，因此死刑存廢問題有時被認為是難論是非對錯與治安相關數據佐證的價值觀之爭
反对死刑者提出，犯罪者也有人權，死刑本身是殘虐的刑罰，而且執行死刑並不是公平正義的，和展現公平正義也無關，因此若死刑無助治安，就該根據憲法比例原則廢除死刑；而死刑支持者經常認為死刑是為公平正義的彰顯，並將廢除死刑視為破壞公平正義實現甚至欺負謀殺受害者家屬的作為，而這也使得提倡廢除死刑的人和團體廣泛受到批評。
死刑的支持者主张死刑可以遏制犯罪，并且是警方和檢察官的一个有效工具（比如認罪協商等），同時亦能确保罪犯无法再次犯罪，進而保障了整體社会的安全，并且对被害人及其家属提供慰籍，使公平正義得到伸張。
死刑造成的一些問題在於完全無法補救司法造成的錯誤；另外在一些案件中，死刑的執行會导致重要人證消失（即便此人确实有罪）。例如在美國有強暴犯因DNA測試而在21年後平反的例子；澳洲也有在處死後81年發現是冤死的例子；臺灣的江國慶冤案；中国大陆的滕兴善死刑冤案、聂树斌死刑冤案、呼格吉勒图死刑冤案等；另外儘管傳統上認為「因人怕死，因此死刑能用以嚇阻殺人犯罪」，相對無期徒刑而言，死刑對故意殺人犯罪等會被判死刑的罪名的嚇阻力是否較高也被某些人所質疑，有些研究指出，死刑具嚇阻力，有些研究則認為死刑不具嚇阻力，甚至有研究指出死刑不僅沒有嚇阻力，反還會增加謀殺犯罪率；另外死刑相對無期徒刑的成本、死刑對受害者遺族的撫慰效果，以及應報正義、修復正義與人道主義等，都成為死刑存廢爭議的重點之一。反对者则主张死刑不可回復，倘若誤判，則無法加以救濟；另外死刑成本可能較高、死刑執行曠日廢時造成的死囚現象及這種現象所造成的人權侵害等，也是一些人所提出的問題，主張廢除死刑的人可能就此認為死刑該廢除，但支持死刑的人認為死刑曠日廢時和廢死人士的阻撓與死囚本身不斷利用救濟管道拖延執行的做法有關，甚至死刑的成本也和這種不斷拖延的執行有關係。

## 實際效果
一般人在直觀上常認為死刑有助控制謀殺案的數量、有助維持治安；多數犯罪學者及國際特赦組織等人權團體認為死刑無助治安，「死刑無助治安」這點，是多數犯罪學者的學術共識，而「死刑不能減少謀殺，甚至還可能會增加謀殺，因此死刑無助治安」的說法，也確實有量化數據研究的支持，但目前依舊有許多支持死刑有助治安的量化數據研究，這其中包括Naci Mocan等傾向廢除死刑的人做的研究，因此死刑是否有更強的嚇阻效果、死刑是否有助治安這點，不能算有真正的定論；另一方面，有研究顯示，死刑確實有助撫慰受害者家屬；此外一些人認為死刑是唯一能確保殺人犯不再犯罪的方法，或者說死刑是唯一能確保殺人犯不會再犯下殺人罪的方法。就現階段而言，應該認為死刑嚇阻效果不明確，也就是死刑可能無助治安，但不能否定死刑可能確實有助治安。以下內容乃是一些相關的解說。
一些研究認為死刑對謀殺沒有更強的嚇阻效果，也有相當多基於謀殺犯罪率數據的量化研究指出死刑確實對謀殺有更強的嚇阻效果。一個綜合1996年至2010年關於美國死刑嚇阻效果的24篇研究的列表顯示，在這24篇研究中，有17篇明確指出死刑有嚇阻效果，有5篇明確指出死刑沒有嚇阻效果，而兩篇則認為嚇阻效果不明確；在兩篇認為死刑嚇阻效果不明確的論文中，有其中一篇指出死刑嚇阻效果存在，但證據薄弱；另外在這24篇研究中，其中一篇（Yang & Lester, 2008）為對死刑嚇阻效果的後設分析，而該篇後設分析明確支持死刑有嚇阻效果的說法，但該篇文章也說，死刑嚇阻效果的呈現結果，和研究所用的方法相關；另外消息指出，南韓在1998年停止執行死刑後，謀殺率顯著增加。
另一方面，美國以外的研究常常指出死刑無助治安，例如澳洲於1960年代中期執行了最後一個死刑，但殺人犯罪率長期而言無明顯變化。英格蘭於1966年廢止死刑，廢止後二十年內殺人犯罪率上升了60%，但上升幅度遠低於其他犯罪種類，例如暴力犯罪率上升了160%。奈及利亞的研究亦未發現死刑減低命案犯罪率之效果。
一些人認為，即使嚇阻效果不明確，死刑也依舊需要執行，例如美國馬凱特大學的政治學教授約翰·麥卡丹（John Mcadam）就曾說「如果我們處決殺人犯，而死刑其實沒有更強的嚇阻效果，那我們就只是殺了一堆殺人犯；如果我們不處決殺人犯，而死刑可以更好地嚇阻謀殺，那我們就等於是殺了一堆無辜人士。在這兩者間，我寧可選擇前者，對我而言，這不是一個困難的問題。」
除了死刑的嚇阻效果外，死刑對受害者的潛在效果也是另一個重點，有研究顯示，執行死刑確實有助相關罪案的受害者家屬。一份對138個被告被判處死刑的謀殺案的受害者家屬的調查顯示，在這些受害者家屬中，有35%的人認為執行死刑讓他們感到「正義得到伸張」，有31%的人感到執行死刑讓他們「感到慰藉」，而這兩個比例彼此之間並不重合；與之相對地，這其中總共只有19%的人認為執行死刑「不代表正義得到伸張」或者「讓他們感到慰藉」；換句話說，盡管不是所有的受害者家屬認為死刑讓他們感到「正義得到伸張」，也不是所有的受害者家屬認為死刑讓他們「感到慰藉」，但對兇手執行死刑，確實有讓至少一部份謀殺受害者家屬感到正義伸張或感到慰藉的效果。

## 宗教觀點
不同宗教對死刑的看法各不相同。以下條列出各宗教對死刑的看法，對於不同宗教對死刑的看法，可見宗教與死刑一文。

### 佛教
佛教信仰者的生活依據佛陀所教導的八正道，戒律要求不談論世俗政治等事情，佛陀本人沒有關於刑獄的論述。

佛經中有對王政的間接記述，《長阿含經·轉輪聖王修行經》：
|  | 王告子曰：當依於法，立法具法，恭敬尊重，觀察於法，以法為首，守護正法。……國有孤老，當拯給之，貧窮困劣，有來取者，慎勿違逆。國有舊法，汝勿改易。……彼父王忽然命終。……唯此一王，自用治國，不承舊法，其政不平，天下怨訴，國土損減，人民凋落。…… 時，國人民，轉至貧困，遂相侵奪，盜賊滋甚。伺察所得，將詣王所白言：此人為賊，願王治之。……時，王即出庫物，以供給之，而告之曰：汝以此物，供養父母，并恤親族，自今已後，勿復為賊。餘人轉聞，有作賊者，王給財寶，於是，復行劫盜他物。…… 時，王念言：……如是無已，我今寧可杻械其人，令於街巷，然後載之出城，刑於曠野，以誡後人耶。……國人盡知，彼為賊者，王所收繫，令於街巷，刑之曠野。時，人展轉自相謂言：我等設為賊者，亦當如是，與彼無異。於是，國人為自防護，遂造兵杖、刀劍、弓矢，迭相殘害，攻劫掠奪。 自此王來，始有貧窮。有貧窮已，始有劫盜；有劫盜已，始有兵杖；有兵杖已，始有殺害。 |

後世論師有關刑獄的看法，如《大毘婆沙論》：
|  | 問：若依先王所制法，令刑罰有過，得殺罪不？答：得，王及法司，若遣他殺，得殺生無表罪；彼所遣人，及若自殺，俱得殺生表、無表罪。 |

#### 廢除說
死刑是國家法律的一種，屬國家政治範疇。佛教以慈悲和智慧為根本，在國家政治、治理國家上亦然。在佛教《大正藏》中，法華部的《大薩遮尼乾子所說經·王論品》，是外道耆那教大薩遮尼乾子對國家法律的詳細論述，其中多次強調：應廢止死刑，以及割截手脚眼耳鼻舌身等的刑罰，是其慈悲觀在國家政治、國家法律上的體現。大薩遮尼乾子宣說：在國家法律中，對於作奸犯科之人，為了斷除他的罪過，讓他改過悔過，應依於大慈大悲之心，除去死刑和各種酷刑——割斷手腳、耳朵、鼻子、舌頭、挖去眼睛外，不但要對他呵責，關入牢獄，繫上枷鎖，捆綁、鞭打，甚至於剝奪他的財產，流放到偏遠的地方，都是可以的；而不是以惡心，捨弃這個眾生。這個就叫做慈心而非嗔心。認可大薩遮尼乾子的理論已經充分說明，大乘佛教對待死刑的態度。
因果法則是一種自然法則，它與在國家法律中是否應以慈悲心廢止死刑無甚關係。這就如同不能因為存在因果報應，就以貪嗔癡心殺害他人是合理的一樣，任何人也沒有理由以因果報應為由，承認死刑不違背佛教所倡導的慈悲之心，進而承認死刑合理。佛教提倡寬恕之道，若以因果說明死刑，將會出現問題，因為被害者同時可以解釋為是上輩子的加害者，而這輩子遭到報應所以被殺。若以因果說明死刑同時與吃素相衝突，因為動物被吃，也可以被解釋成來受報應。那麼就與佛教提倡的戒殺矛盾了。密教部的《楞嚴經》雲：「以人食羊，羊死爲人，人死爲羊；如是乃至十生之類，死死生生，互來相啖......汝負我命，我還汝債，以是因緣，經百千劫，常在生死。」死刑所導致的因果循環也是這樣：處死犯人可能會導致仇恨的循环，為了解決這問題，故佛教以寬恕之道解決這因果的無限輪迴。從佛教的慈悲觀和智慧觀來看，佛教明確主張廢止死刑及各種酷刑。

#### 存留說
因果論或現世報論者提出：種何因，結何果。因果報應，如影隨形。「假使百千劫，所作業不亡，因緣會遇時，果報還自受。」若無視因果論，則佛教的世界觀六道輪迴，將面臨最大的考驗。台灣佛教界人士李炳南雖未曾就廢除死刑做出直接的回答，但他曾主張說依照法律判處罪犯死刑、以及對罪犯執行死刑，並無因果業報，並主張殺人犯被判處死刑，乃是自己感召的果報；此外，臺灣的釋星雲法師曾說道：「廢除死刑，在佛教的因果法則上，也是無法成立的，因為『如是因，招感如是果』，造因不受果報，也是於理不合。」
還有為救生而不得不殺生，寶積部的《佛說大方廣善巧方便經》提到為救五百人殺一人。佛教為主要宗教信仰的國家，不一定廢除死刑，譬如泰國至今仍然繼續使用死刑。台灣法官也曾說：「況且佛祖在《長阿含經》也曾說：『殺一個惡人，等於行一個大善。』」，並以此為據，判連續殺人犯死刑。

### 基督宗教

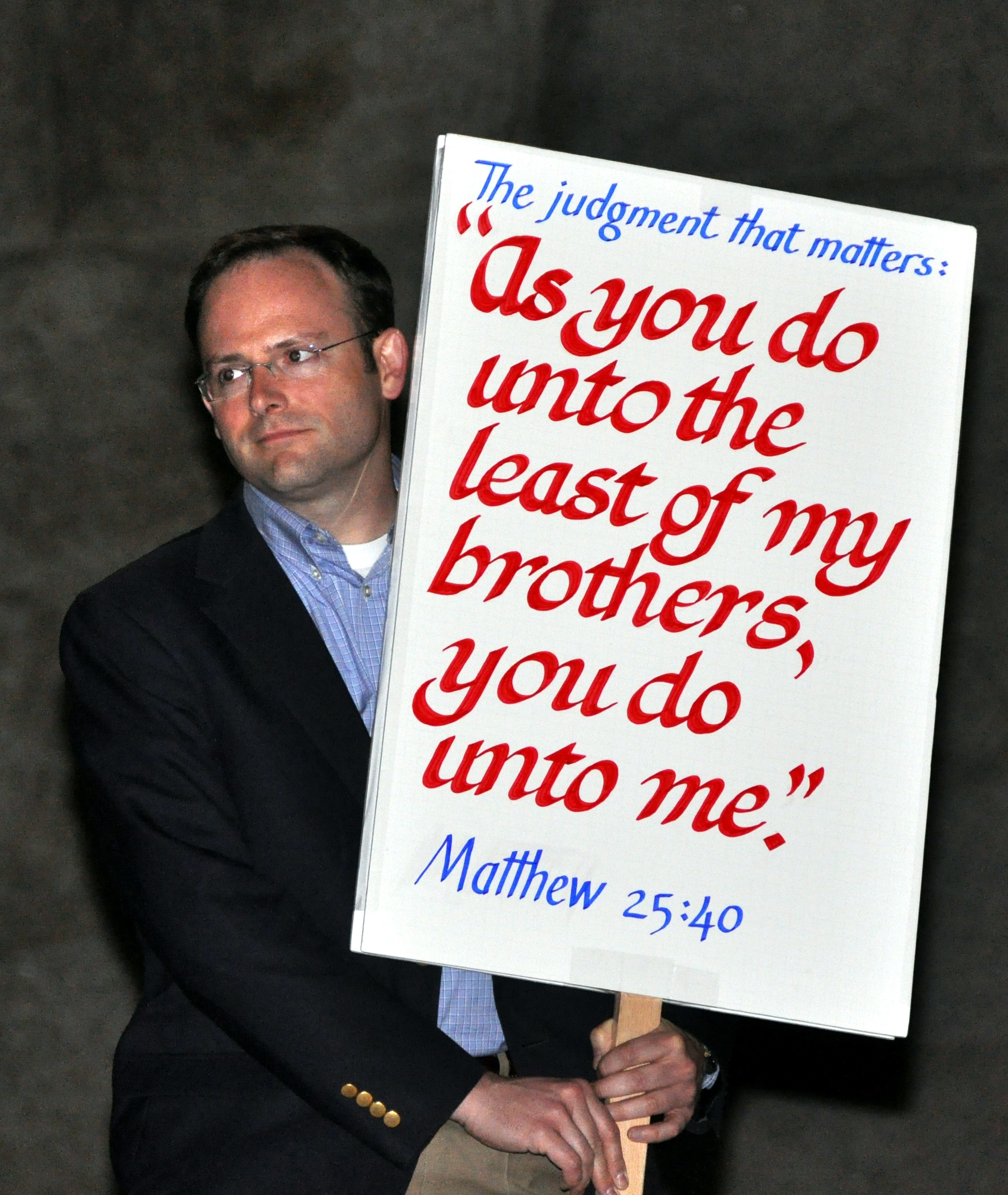
一名反對死刑的抗議者在美國猶他州手持標語，引用馬太福音25:40的內容：「你們為我這些弟兄中最小的一個所做的事，就是為我做了。」抗議美國不少的州份至今仍然維持死刑

《舊約聖經》的《利未記》中有主張殺人償命以及其他類似的、基於「以眼還眼」的法條；此外，死刑得到早期天主教神学家的支持，尽管其中一些人，如圣盎博，鼓励神职人员不宣布或执行死刑。圣奥古斯丁以根植于《上帝之城》第一条戒律来回应废死者。奥古斯丁的论点就是这样的：“既然权力的代表只是（上帝）手中的一把剑，那么对于国家权力的代表而言，将罪犯处死，丝毫不违反‘汝不得杀人’的戒律。”托马斯·阿奎那和邓斯·司各脱认为政府当局执行死刑是有《圣经》論述支持的；另外，香港天主教會1973年5月4日在其刊物《公教報》上，表示「教會認為，政府有權為大眾的利益，而執行合法的死刑」。
然而在近代，一些基督宗教教會並不支持死刑，廢除死刑也成了羅馬天主教的官方立場，2018年8月，教宗方濟各以一道詔書批准了《天主教教理》第2267號關於死刑的新文本。這段新條文繼承教宗若望·保祿二世在《生命的福音》中的訓導，指出不能接受處死一個罪犯的生命作為對其罪行的處罰，因為這殘害人的尊嚴。修改後的2267號內容如下：
長久以來，合法當局在完成了合法程序後便訴諸死刑，這被認為是恰當地回應了某些嚴重罪行，是可接受的手段，即使方法極端，卻使公益受到保護。今日，人們越來越強烈地意識到，即使犯了極嚴重罪行的人也不該失去他的人性尊嚴。此外，已經出現一種對國家刑罰意識的新理解。總之，迄今已經發展出更有效的監禁系統，以保障公民受到應有的保護，但同時也不能斷然拒絕給罪犯自新的機會。因此，教會依照《福音》的教導，表明‘死刑是不能接受，因為它殘害人的不可侵犯性和尊嚴’，同時決心致力於在全世界廢除死刑。

### 伊斯蘭教
穆斯林學者認為，根據古兰经裡的經文，每個人都有生存的權利，這一原則的例外情況是除非經過司法判死。他們的信念是：「不要殺了真主賦與的靈魂，除非經過法律的正當程序。」死刑與否，依古兰经或是依據古兰经所制定的法律。這在以伊斯蘭教為國家宗教，或是國民大多信仰伊斯蘭教的大多數國家較為常見。
伊斯蘭教的一個顯著特點是，謀殺案或過失殺人案的受害者不論任何時候，甚至是在行刑前一刻都可以原諒加害者，進而馬上當眾釋放（例如伊朗就曾有過失殺人案的被害者原諒加害者並當眾釋放的案例）。在伊斯蘭教中，罪行的所有受害者或受害者的家屬有權參與審判，他們在穆斯林的監督下，可以決定是否處罰到死刑。
但是，殺害作出下列行為的人，可能會被視為「符合教義」的殺人。
1. 叛國
2. 叛教（退出伊斯蘭教[91][92]等行為）
3. 竊取或侵犯國土（可包括領海、領空）
4. 強姦
5. 通姦
6. 男同性戀肛交（雞姦罪）

### 猶太教
猶太教《塔納赫》的《利未記》中有主張殺人償命以及其他類似的、基於「以眼還眼」的法條；此外，在猶太教地位僅次於《塔納赫》的典籍《塔木德》中，允許四種執行死刑的方式，這四種方式分別為石刑、火刑、絞刑和斬首；然而在近代，主要的猶太教支派，包括正統派、保守派和改革派等，其拉比組織都傾向反對死刑。
關於猶太教與死刑間的關係，可見猶太教與死刑一文。

## 與死刑議題相關的組織

### 国际特赦组织
推動廢除死刑的國際組織主要是国际特赦组织（Amnesty International）。该组织提倡废除死刑。其年都會发布《死刑处决和判决报告》（Death sentences & executions），2013年的报告全文分7个章节共计56页，报告指出，2012年，全世界22个国家共有778人被执行司法处决（该项统计不包括朝鲜等国家）。

### 台灣廢除死刑推動聯盟
臺灣廢除死刑推動聯盟（英語：Taiwan Alliance to End the Death Penalty，TAEDP），簡稱廢死聯盟，於2003年成立，由包括國際特赦組織台灣分會、民間司法改革基金會（民間司改會）、台灣人權促進會（台權會）、台北律師公會、輔仁大學和平研究中心、台灣基督長老教會、東吳大學張佛泉人權研究中心等團體所組織的廢除死刑任務型聯盟。組織形態為社團法人，並由台灣人權促進會、民間司法改革基金會從旁執行廢死任務。
廢死聯盟一直都是飽受非議的團體，是因為死刑存廢本身有爭議，以及廢死聯盟的一些言論和行為，讓民眾感覺廢死團體的言行對社會正義與治安造成負面影響、缺乏換位思考的同理心、亦讓相關案件受害者家屬感到自己不受支持、覺得自己受到二度傷害甚至被廢死團體欺負所致。

### 世界反死刑聯盟
世界反死刑聯盟，於2002年成立，由眾多非政府組織、律師協會及地方政府組成。旨在國際層面的，反對死刑。

## 比喻
死刑也能作為一種比喻，通常用於宣告生命即將結束或永久的剝奪某項資格與權力，如“被醫院判死刑”，是指一個人被診斷出絕症，無法以正常醫療手段治癒，且該病程極大機會於短時間進展到死亡的情形。

## 延伸阅读
[在维基数据编辑]
 《欽定古今圖書集成·經濟彙編·祥刑典·重辟部》，出自陈梦雷《古今圖書集成》

## 外部連結
- 死刑在新加坡執行 （页面存档备份，存于）
- 中國死刑觀察 （页面存档备份，存于）
- 中華民國法務部全國法規資料庫 （页面存档备份，存于）：在“法規檢索”輸入“死刑”或其他字詞即可找到相關資訊
- 死刑行动网络